# Xylopia platypetala
Xylopia platypetala este o specie de plante angiosperme din genul Xylopia, familia Annonaceae, descrisă de Robert Elias Fries. Conform Catalogue of Life specia Xylopia platypetala nu are subspecii cunoscute.